# Mustasaari (ö i Finland, Norra Österbotten, Nivala-Haapajärvi, lat 63,67, long 24,70)
Mustasaari är en ö i Finland. Den ligger i sjön Pitkäjärvi och i kommunen Reisjärvi i den ekonomiska regionen  Nivala-Haapajärvi ekonomiska region  och landskapet Norra Österbotten, i den centrala delen av landet, 400 km norr om huvudstaden Helsingfors. Öns area är 0,3 hektar och dess största längd är 130 meter i sydväst-nordöstlig riktning.